# سفارة مدغشقر لدى السعودية
سفارة مدغشقر لدى السعودية هي الممثلية الدبلوماسية العليا لدولة مدغشقر لدى المملكة العربية السعودية. تقع السفارة في حي الرائد في الرياض.